# 懷特羅克鎮區 (密蘇里州麥克唐納縣)
懷特羅克鎮區（英語：White Rock Township）是位於美國密蘇里州麥克唐納縣的一個行政鎮區。

## 地方資料
懷特羅克鎮區的面積為116.68平方千米，當中陸地面積為116.66平方千米，而水域面積為0.02平方千米。根據2020年美國人口普查的數據，當地共有人口1517人，而人口密度為每平方千米13人。